# Ino Toper
Ino Toper est un chanteur (baryton) et acteur polonais né en 1919 à Varsovie dans une famille d’artisans juifs pauvres. En 1939, après la chute de la Pologne, il se réfugie en URSS. Il entra au Conservatoire de Vilnius, où il obtint son diplôme d'opéra et de chant de chambre (prof. Kipras Petrauskas) en 1951. Ino Toper est décédé en 2005 en Israël.

## Sa carrière
Il travailla en tant que soliste avec la Société philharmonique d'État de Lituanie et effectua avec succès une tournée en URSS. 
En 1957, il retourne à Varsovie. Il joue au Théâtre d'État juif de Varsovie, baptisé Ester Rachel Kamińska, à la radio polonaise. 
Il a ensuite émigré en Israël, où il était acteur au théâtre Yiddishpil. Dans les années 1980, il a joué aux États-Unis. 

## Discographie
- 1960 ? : Jewish Songs. Ce disque vinyle comprend douze titres interprétés par trois chanteurs : Abraham Samuel Rettig, Ino Toper, Sława Przybylska. Label Polskie Nagrania Muza référence XL0163[2].
- 1960 : Żydowskie Pieśni Ludowe (Chansons populaires juives). Ce disque vinyle 33 tours comprend huit titres chantés par Ino Toper. Label Polskie Nagrania Muza référence L0196[3],[4].

Certaines chansons furent digitalisées dans plusieurs rééditions :
- 18 Yiddish Folk Songs (Lider) Label Hataklit (2002)[5],[6],[7]
- Pieśni żydowskie (Chansons juives) Label Polskie Nagrania (2003)[8] Ce disque comprend quatre titres d'Ino Toper.
- Miasteczko Belz, volume 2. Label 4ever Music (2017)[9]